# Бешеньов
Бешеньов (словац. Bešeňov) — село, громада округу Нове Замки, Нітранський край. Кадастрова площа громади — 17.1 км².
Населення 1619 осіб (станом на 31 грудня 2019 року).

## Історія
Бешеньов згадується 1075 року.

## Населення
| Рік:            | 1994. | 2004.   | 2014.   | 2024.   |
| --------------- | ----- | ------- | ------- | ------- |
| Кількість осіб: | 1813  | 1721    | 1662    | 1551    |
| Різниця:        |       | -5,07 % | -3,42 % | -6,67 % |

| Рік:            | 2023. | 2024.   |
| --------------- | ----- | ------- |
| Кількість осіб: | 1569  | 1551    |
| Різниця:        |       | -1,14 % |